# ریتا سیمونز
ریتا سیمونز (انگلیسی: Rita Simons؛ زادهٔ ۱۰ مارس ۱۹۷۷) هنرپیشه، خواننده و مدل اهل بریتانیا است.

وی به دلیل ایفای نقش در سریال آبکی ایست اندِرز (به انگلیسی: EastEnders) به شهرت رسید. این مجموعه تلویریونی پرطرفدار سالهاست که از شبکه بی‌بی‌سی پخش می‌شود؛ و ریتا نیز به‌مدت ۱۰ سال (۲۰۰۷ تا ۲۰۱۷) در آن به ایفای نقش پرجنجال راکسی میچل پرداخته است.